# Фу Тхо (провинция)
Фу Тхо (на виетнамски: Phú Thọ) е виетнамска провинция разположена в регион Донг Бак. На североизток граничи с Туйен Куанг, на северозапад с Йен Бай, на юг с Хоа Бин, на изток с провинциите Вин Фук и Ха Тай, която от 1 август 2008 е вече част от Ханой, а на запад със Сон Ла. Населението е 1 392 900 жители (по приблизителна оценка за юли 2017 г.).

## Административно деление
Провинция Фу Тхо се състои от един самостоятелен град Виет Чи, едно самостоятелни градче Фу Тхо и единадесет окръга:
- Кам Кхе
- Доан Хунг
- Ха Хоа
- Лам Тхао
- Фу Нин
- Там Нонг
- Тан Сон
- Тхан Ба
- Тхан Сон
- Тхан Тхуи
- Йен Лап